# Takuto Hayashi
Takuto Hayashi (林 卓人 Hayashi Takuto?), född 9 augusti 1982 i Osaka prefektur, är en japansk fotbollsspelare.
Hayashi började sin karriär 2001 i Sanfrecce Hiroshima. 2005 flyttade han till Consadole Sapporo. 2007 flyttade han till Vegalta Sendai. Han spelade 247 ligamatcher för klubben. Han gick tillbaka till Sanfrecce Hiroshima 2014. Med Sanfrecce Hiroshima vann han japanska ligan 2015.